# Euphorbia vittata
Euphorbia vittata är en törelväxtart som beskrevs av Susan Carter. Euphorbia vittata ingår i släktet törlar, och familjen törelväxter.
Artens utbredningsområde är Kenya. Inga underarter finns listade i Catalogue of Life.